# صديق ميت
صديق ميت (هانغل: 령; ر.ر: Ryeong) هو فيلم رعب كوري جنوبي لعام 2004. وهو واحد من أفلام الرعب الكورية الجنوبية التي تدور أحداثها في المدرسة الثانوية؛ وبدأت شعبية هذا النوع من الأفلام مع فيلم Whispering Corridors لعام 1998.

## القصة
تبدأ القصة عندما يقررن ثلاث فتيات من المدرسة الثانوية نتيجة شعورهن بالملل إجراء جلسة تحضير الأرواح مع bunshinsaba - لوح ويجا الكوري التقليدي. وتستدعي إيون جونغ (لي يون جي) الروح، وفي هذه الأثناء تقوم أختها إيون سيو (جيون هي بين) بتوبيخ الفتيات، وتتمنى إيون جونغ مازحة لو أن الشبح يأخذ إيون سيو بعيدًا، وإذا لم يرسلوا الشبح بعيدًا، فسيقتلهم. فيما بعد تُقتل إيون سيو بسبب وجود المياه الشبحية.
بدأت مين جي وون (كيم ها نل) الفاقدة للذاكرة، وهي سباحة خبيرة، في رؤية كوابيس شبح من ماضيها المنسي، والذي يبدو أنه متصل بالمياه. واجهت مين جي وون صديقتها يو جونغ المنفصلة عنها، التي أخبرتها أنه بسببها، «سو إن» قادمة من أجلهم. وسرعان ما تم العثور على يو جونغ ميتة.
تتذكر جي وون ببطء أنها اعتادت على قيادة نادي نخبوي في المدرسة الثانوية الذي كان يتكون منها وإيون سيو وويو جونغ ومي كيونغ. قبل أن تصبح جزءًا من النادي، كانت جي وون صديقة لـ سيو إن (نام سانغ مي)، لكن غرورها جعلتها تعتبر سيو إن الانطوائية بمثابة أضحوكة. تزور جي وون مي كيونغ '' آخر عضوة في النادي المتبقية لها " المحتجزة في مستشفى للأمراض العقلية، لكنها هوجمت فيما بعد. وتعلم جي وون من والدة سيو إن أن الحدث الذي أدى إلى فقدانها للذاكرة كان رحلة إلى الغابة مع الفتيات والذي لم تعد منه سيو إن أبدًا، وأغرقت مي كيونغ من قبل الشبح.
عندما تتوجه جي وون إلى نبع في الغابة تتذكر أخيراً ماذا حدث، وهي أنها سألت سيو ما إذا كانت تستطيع السباحة، ثم دفعتها إلى النبع، وتخرج سيو إن من النبع وتضحك الفتيات. ثم قمن الفتيات الثلاث بدفع جي وون كمزحة، ولكن، وبعد أن علموا أن جي وون لا تستطيع السباحة غاصت سيو إن لإنقاذها. بينما تم إنقاذ جي وون، علقت سو إن في قاع النهر وغرقت، بينما الفتيات الأخريات كن فقط يشاهدنها تغرق. تحذر جي وون السلطات وتبلغ والدة سو إن الحزينة.
عادت جي وون إلى والدتها، فقط لإدراك الحقيقة المرعبة: قامتا جي وون وسو إن بتبادل جسديهما أثناء كفاحهما للخروج من النبع. لم تفقد «جي وون» ذكرياتها بل الحقيقة أنها لم تكن جي وون في المقام الأول؛ هي في الواقع سيو إن. كانت روح جي وون تقوم بترهيبها وترويع الفتيات الآخريات لإستعادة جسدها، والآن تسكن جسد والدتها. والدتها تتقيأ الماء وتنهار. تزحف جي وون للخارج لكن سو-إن قطعت معصمها كي لا تستطيع جي وون أخذها. جاء جون هو، صديق جي وون، لإنقاذهم وتم نقلهم بسرعة إلى المستشفى. شوهدت سو إن في وقت لاحق وهي تسير في سوق السمك حيث تعمل والدتها، التي كانت تعتقد أن ابنتها ماتت. وقررت أن تغادر بعد تردد، بينما كانت والدتها تنظر إليها بنظره مشؤومة وبإبتسامة جي وون المنذرة، والذي يشير إلى أن جي وون امتلكت جسد والدة سو إن.

## طاقم المسلسل
- كيم ها نيول بدور مين جي وون
- نام سانغ مي بدور سيو إن
- ريو جين بدور بارك جون هو
- جيون هي-بن بدور إيون سيو
- شين يي بدور مي كيونغ
- جيون هي جو بدور يو جونغ
- لي يون جي بدور إيون جونغ
- تشوي ران بدور والدة سيو إن
- جي جو بونج بدور المحقق
- كيم هاي سوك بدور والدة جي وون
- جرينا بارك بدور صديق يو جونغ
- جو دا يونغ بدور سيو إن الصغيرة

## روابط خارجية
- صديق ميت على موقع IMDb (الإنجليزية)
- صديق ميت على موقع روتن توميتوز (الإنجليزية)
- صديق ميت على موقع نتفليكس (الإنجليزية)
- صديق ميت على موقع ألو سيني (الفرنسية)
- صديق ميت على موقع أول موفي (الإنجليزية)
- صديق ميت على موقع فيلمافينيتي (الإسبانية)
- صديق ميت على موقع قاعدة بيانات الفيلم (الإنجليزية)
- صديق ميت على موقع ليتربوكسد (الإنجليزية)
- صديق ميت على موقع كينوبويسك (الروسية)